# Madeleine Göhring
Madeleine Beatrice Göhring (* 13. Dezember 1965 in Hamburg) ist eine ehemalige Hamburger Politikerin und war von 1991 bis 1993 Mitglied der Hamburgischen Bürgerschaft. Sie war Vorsitzende der Jungen Union Hamburg und gehörte der Fraktion der CDU an.

## Leben
Sie besuchte das Gymnasium Grootmoor und studierte Geschichte auf Magister mit den Nebenfächern Germanistik und Staatsrecht. Ihre Magisterarbeit schrieb sie über die Pestalozzi-Stiftung Hamburg und zur Geschichte der privaten Jugendfürsorge in Hamburg.

## Politik
Göhring trat in die Junge Union 1980 ein und wurde 1991 deren Hamburger Landesvorsitzende, ab 1992 saß sie im Bundesvorstand der Jungen Union. Für die CDU saß sie unter anderem im Ortsausschuss Hamburg-Alstertal. Zudem war sie Deputierte in der Behörde für Schule, Jugend und Berufsbildung und von 1992 bis 1995 Mitglied im Bundesjugendkuratorium des Bundesministeriums für Frauen und Jugend.
Sie war in der 14. Wahlperiode in der Hamburgischen Bürgerschaft mit 25 Jahren als jüngste Abgeordnete vertreten. 1993 wurde sie nach innerparteilichen Querelen nicht mehr zur vorgezogenen Bürgerschaftswahl aufgestellt.
Während der knapp zwei Jahre im Parlament war sie im Ausschuss für Schule, Jugend und Berufsbildung, im Ausschuss für Wissenschaft und Forschung und im Ausschuss für die Gleichstellung der Frau. In der verkürzten Wahlperiode machte sie durch häufige Redebeiträge und Initiativen von sich reden. Sie pflegte auch den ständigen Austausch mit jüngeren Politikern anderer Fraktionen.
1995 zog sie sich aus beruflichen Gründen aus der Politik zurück und arbeitet seitdem für Verlage sowie als PR-Beraterin.
Seit 2006 lebt Madeleine Göhring in Hamburg-Eppendorf. Sie ist stellvertretende Vorsitzende des CDU-Ortsverbandes Eppendorf/Hoheluft-Ost.